# Ordem na Casa com Marie Kondo

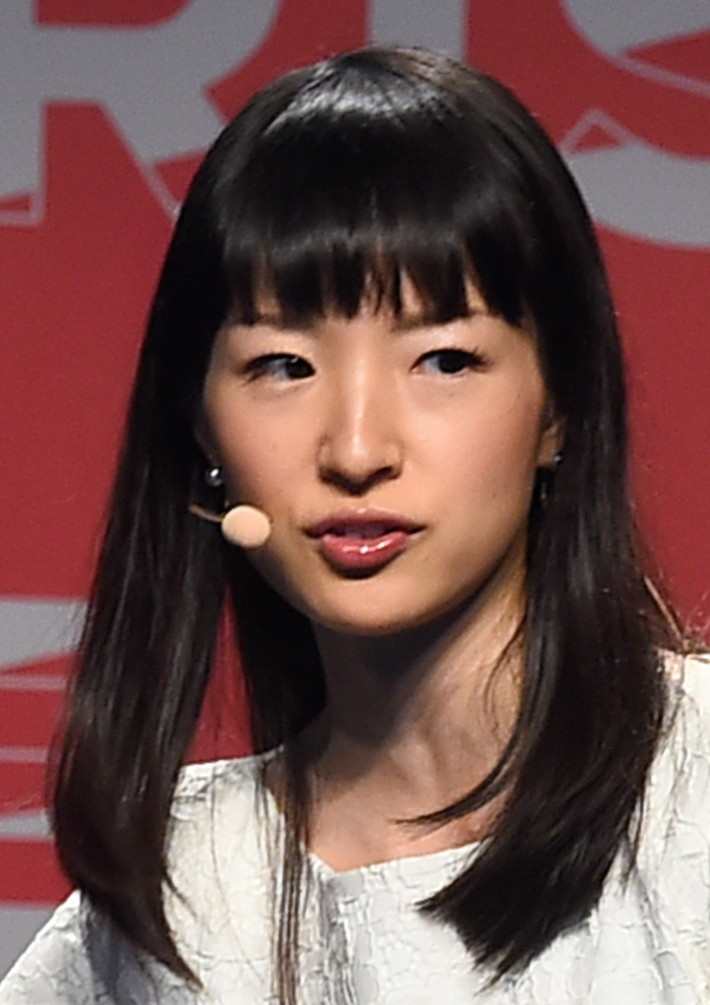
A consultora e organizadora Marie Kondo, protagonista da série e criadora do método KonMari.

Ordem na Casa com Marie Kondo é uma série americana desenvolvida pela Netflix e lançado em 1º de janeiro de 2019 no formato de reality-show. O programa segue Marie Kondo, consultora  e organizadora japonesa, criadora do método KonMari, que passa a visitar famílias para ajudá-las a se organizar e arrumar suas casas. O show teve um impacto cultural notável nos EUA e no Reino Unido.

## Sinopse
Cada episódio Marie Kondo visita uma família diferente com necessidades completamente distintas umas das outras. Ao ajudá-las Kondo se envolve na vida daquelas pessoas trabalhando a ordem e a arrumação de seus lares além de ajudar nos problemas sociais que as envolvem. Para isso ela aplica os métodos KonMari, demonstrando suas práticas ao público e como a organização e a ordem podem melhorar a saúde física e mental do seres humanos. Podendo melhorar o humor, níveis de estresse, capacidade de memória e até mesmo a capacidade de processar as expressões faciais de outras pessoas.

## Episódios
| Nº | Nome                                       |
| -- | ------------------------------------------ |
| 1  | A ordem traz felicidade                    |
| 2  | Aposentadoria                              |
| 3  | Organização a quatro mãos                  |
| 4  | Alegria depois da tristeza                 |
| 5  | Arrumação nota 10                          |
| 6  | Duas crianças, dois bichos e muita bagunça |
| 7  | Do passado para o futuro                   |
| 8  | Um casamento (des)organizado               |